# 戴執中
戴执中（1924年1月—），男，浙江杭州人，中国数学家、教育家。曾任江西省政协副主席，第七届全国政协委员。

## 生平
戴执中生于浙江杭州。父亲戴应观毕业于北京高师，教过书，后从事行政工作，1947年病逝。母亲杜树轩，辛亥革命后就读于武昌女子师范，一生从事家务。
因抗日战争爆发，1937年随家前往浙江衢州，1938年再迁重庆。1942年毕业于中央大学附属中学（青木关），考入中央大学数学系。1946年毕业后往返与杭州、上海，在上海旁听陈省身在中央研究院数学研究所讲课。经陈省身介绍，当年12月来到南开大学数学系任助教，直至1951年应孙光远等邀请，回母校南京大学数学系任教。戴执中自述在南开的四年所受的教益远非书本可比。1958年，调往南昌，参与筹建江西大學数学系。1980年至1983年任江西大学数学系主任，1983年至1987年1月任江西大学校长。
曾任中国数学会第四、五届理事，江西省数学会理事长。1981年6月加入中国民主同盟，曾任民盟第五届中央委员，民盟江西省委主委、顾问。1988年1月至1993年1月，任江西省政协副主席。

## 研究
专于赋值论研究。著有《赋值论概要》。代表性论文有《似收敛与完全赋值体》《关于多重赋值完全域》等。